# Glenwood Canyon

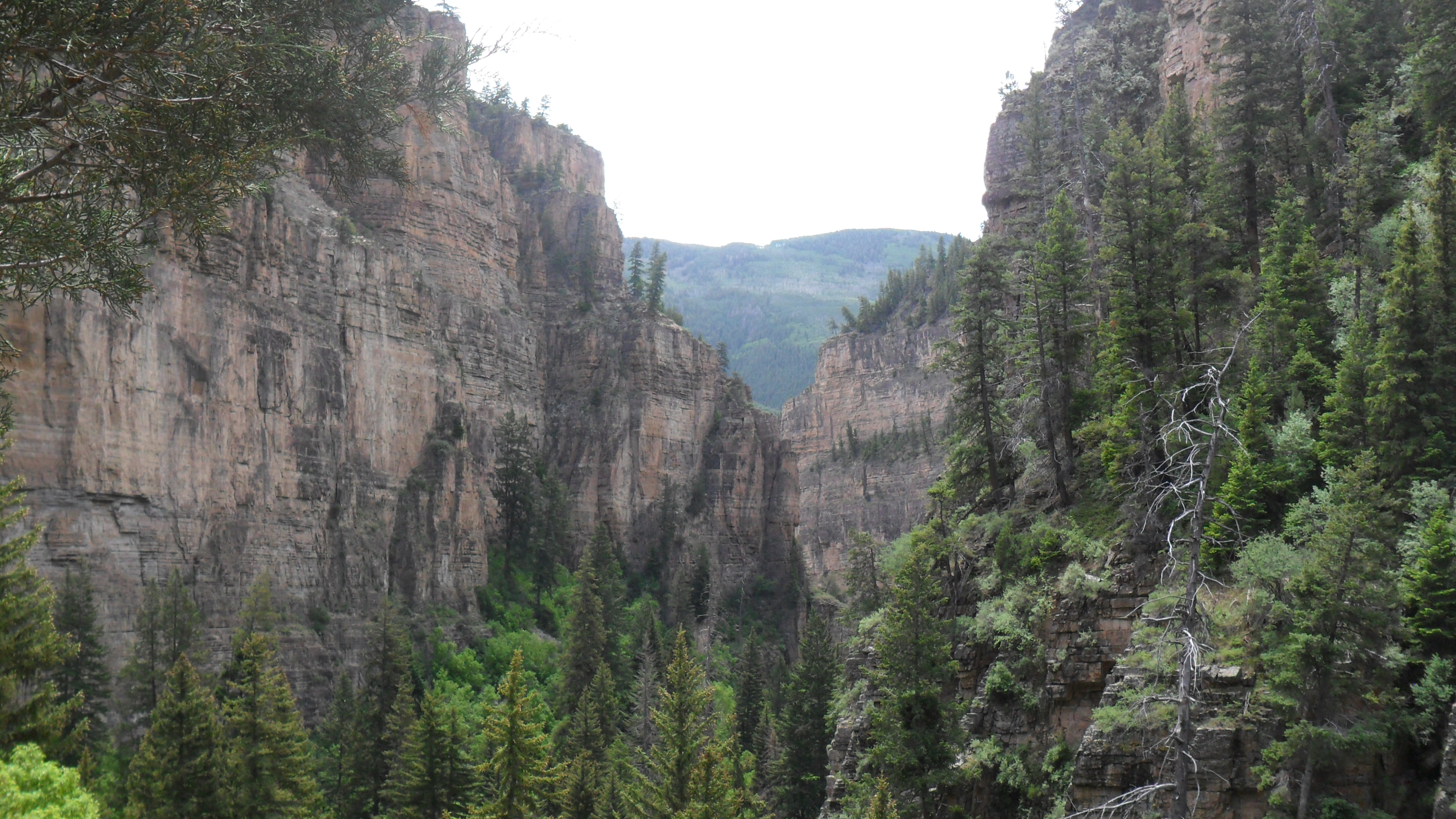
Zicht op Glenwood Canyon van Hanging Lake

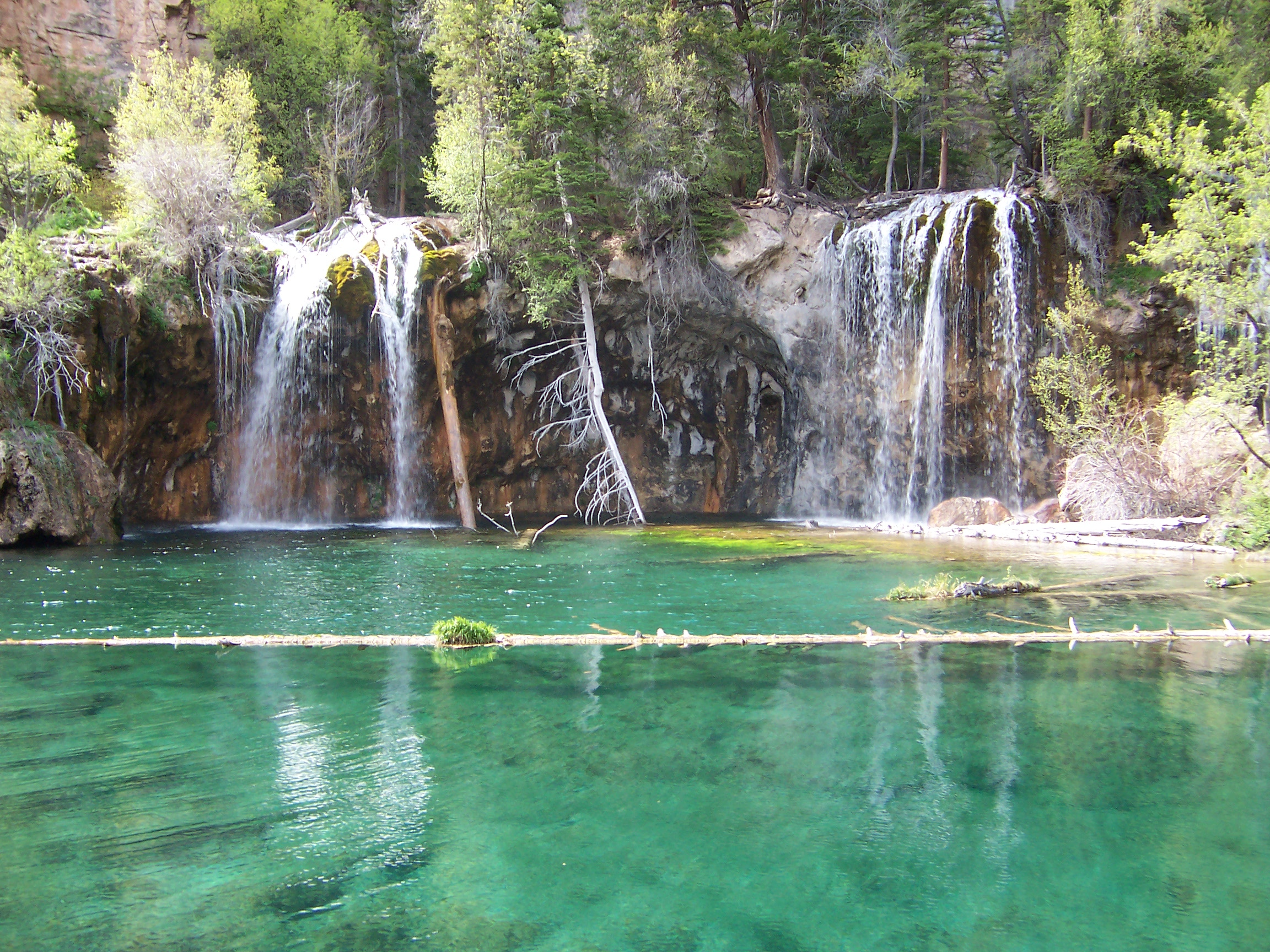
Hanging Lake in Glenwood Canyon

Glenwood Canyon is een ruige, schilderachtige canyon of kloof in het westen van Colorado in de Verenigde Staten. De wanden klimmen zo hoog als 400 m boven de Colorado River. Het is de grootste kloof langs de rivierloop van de Upper Colorado. De canyon, die van oudsher het traject biedt om de spoorwegen en snelwegen door het westen van Colorado te leiden, vormt momenteel de routes van de Interstate 70 en de Central Corridor van de Union Pacific Railroad tussen Denver en Grand Junction. 